# Missulena
Missulena és un gènere d'aranyes migalomorfes, de la família dels actinopòdids (Actinopodidae), anomenades també aranya ratolí ("mouse spiders"). L'any 2016 hi havia reconegudes 17 espècies, la majoria d'Austràlia. Només una espècie, M. tussulena, viu a Xile. El nom deriva d'una vella creença, acceptada com a falsa, que aquestes aranyes caven caus profunds similars als dels ratolins.
La picada de Missulena és potencialment tan seriosa com la dels atràcids; tanmateix, dades de picades per aquesta aranya són rares, malgrat l'abundància d'alguna espècie en entorns humans. L'antiverí s'ha comprovat com un tractament eficaç en els casos greus.
Scotophaeus blackwalli, una aranya europea, també és coneguda com a "mouse spider" (aranya ratolí), però és de la família dels gnafòsids, una araneomorfa. És molt més petita i no és considerada perillosa pels humans.

## Descripció
Les aranyes del gènere Missulena són bastant grans, entre 1 i 3 cm. La seva closca és brillant, amb la part frontal ampla, amb els ulls distribuïts de manera característica. Tenen fileres curtes, localitzades a la part de darrere de l'abdomen. Aquestes aranyes mostren dimorfisme sexual; les femelles són ben negres; i els mascles tenen coloracions. Per exemple, el mascle de M. bradleyi té una part blavosa, i el mascle de M. occatoria, és marronosa o blau fosc, amb les mandíbules d'un vermell brillant.
Cacen principalment insectes, encara que poden consumir altres animals petits. Entre els seus depredadors cal destacar vespes, centpeus, i escorpins.

## Espècie

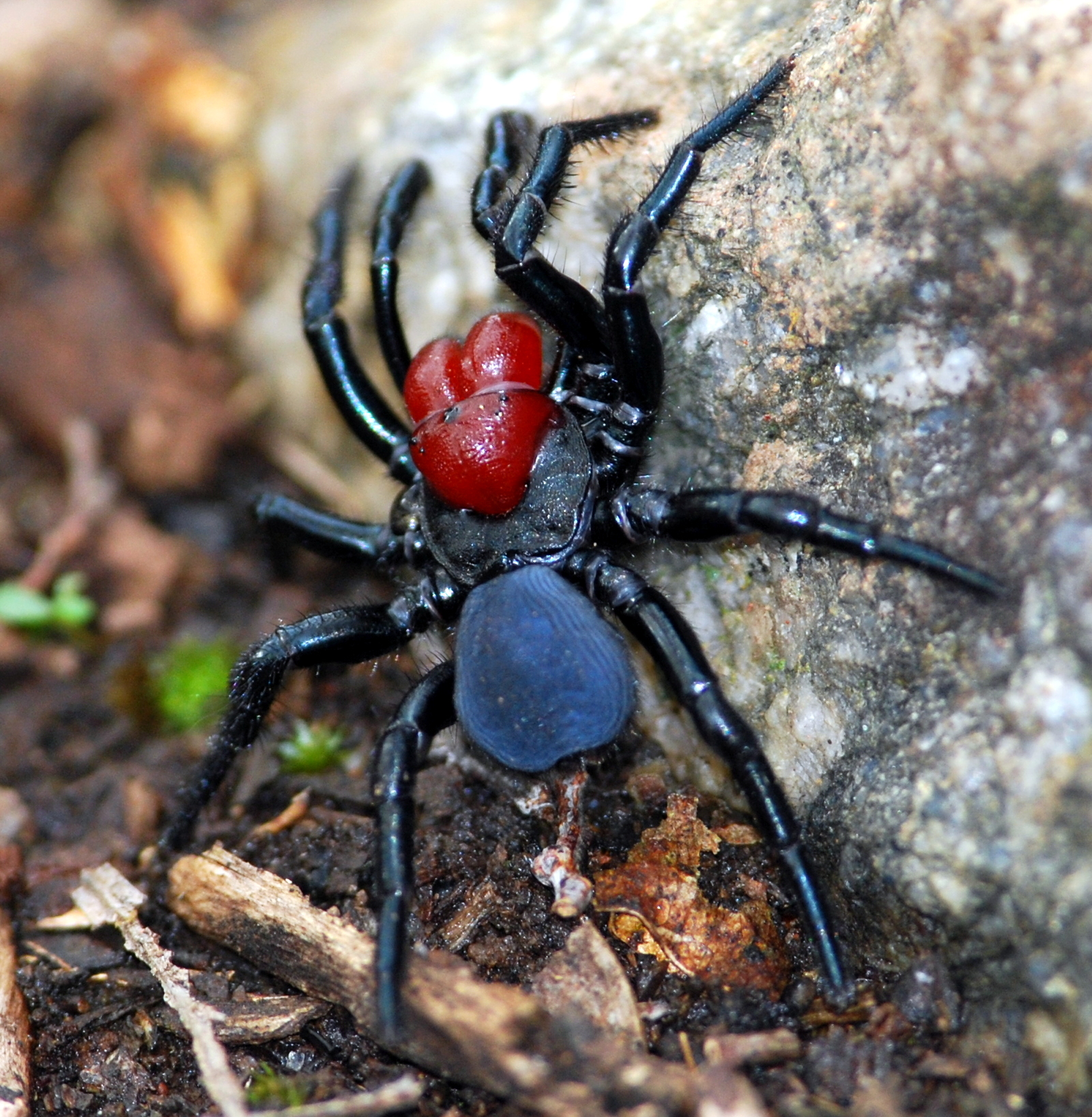
Missulena occatoria. Para Wirra Recreation Park (Sud d'Austràlia)

El mes de març de 2016, el World Spider Catalog reconeixia les següents espècies:
- Missulena bradleyi Rainbow, 1914 (aranya de ratolí oriental) – Nova Gal·les del Sud
- Missulena dipsaca Faulder, 1995 – Austràlia
- Missulena faulderi Mals & Framenau, 2013 – Austràlia Occidental
- Missulena granulosa (O. Pickard-@Cambridge, 1869) – Austràlia Occidental
- Missulena hoggi Womersley, 1943 – Austràlia Occidental
- Missulena insignis (O. Pickard-@Cambridge, 1877) – Austràlia
- Missulena langlandsi Mals & Framenau, 2013 – Austràlia Occidental
- Missulena leniae Miglio Et al., 2014 – Austràlia Occidental
- Missulena mainae Miglio Et al., 2014 – Austràlia Occidental
- Missulena melissae Miglio Et al., 2014 – Austràlia Occidental
- Missulena occatoria Walckenaer, 1805 (espècie tipus) – Sud d'Austràlia
- Missulena pinguipes Miglio Et al., 2014 – Austràlia Occidental
- Missulena pruinosa Levitt-Gregg, 1966 – Austràlia Occidental, Territori del nord
- Missulena reflexa Arc de Sant Martí & Pulleine, 1918 – Sud d'Austràlia
- Missulena rutraspina Faulder, 1995 – Austràlia Occidental, Sud d'Austràlia, Victòria
- Missulena torbayensis Principal, 1996 – Austràlia Occidental
- Missulena tussulena Goloboff, 1994 – Xile